# Paraguaná
Península de Paraguaná – nizinny, pustynny półwysep w Wenezueli, między Zatoką Wenezuelską a Małymi Antylami. Połączony z lądem przesmykiem Médanos. Największy wenezuelski półwysep.
Półwysep liczy około 300 km linii brzegowej. Cechuje go niezbyt żyzna gleba. Z Paraguaná eksportuje się kozie skóry oraz nawozy naturalne uzyskane z kozich odchodów.
Dane liczbowe
- Długość: 60 km[1],
- Szerokość: 50 km[1],
- Max. wysokość: 815 m n.p.m.[3]

Główne miasta
- Punto Fijo[2]
- Amuay[1]